# Hachijō-jima
Hachijō-jima (八丈島) est une île volcanique japonaise dans la mer des Philippines,. L'île est administrée par Tokyo et est située à 287 km (178 miles) au sud des arrondissements spéciaux de Tokyo. Elle est la plus méridionale et la plus isolée du groupe Izu Seven Islands des sept îles septentrionales de l'archipel d'Izu. La communauté principale est Mitsune, les autres communautés sont Nakanogo, Kashitate et Okago qui font toutes administrativement partie du bourg de Hachijō (sous-préfecture de Hachijō, métropole de Tokyo). En 2009, la population de l'île était de 8 363 habitants. Hachijō-jima fait également partie du parc national de Fuji-Hakone-Izu : elle en est le point le plus au sud.

## Géologie
Hachijō-jima est une île volcanique de 14,5 km de longueur et d'une largeur maximale de 8 km. L'île est formée de deux stratovolcans :
- Higashi-yama (東山?), appelé également Mihara-yama (三原山?) qui a une hauteur de 701 m. Il fut actif de -100 000 ans à environ -1 700 ans, a des flancs érodés et conserve une caldeira distinctif.
- Nishi-yama (西山?), appelé également Hachijō-fuji (八丈富士?), est le point culminant de l'île et est le plus haut sommet de l'ensemble de la chaîne île Izu, avec une hauteur de 854 m. Le sommet est occupé par une caldeira profonde avec un diamètre de 400 m et une profondeur d'environ 50 m. Il est considéré comme un volcan actif de classe C par l'Agence météorologique du Japon avec des éruptions enregistrées dans l'histoire récente en 1487, 1518, 1522-1523, 1605 et 1606.

Entre ces deux pics, on trouve plus de 20 volcans de flanc et des cônes pyroclastiques.

## Climat
| Mois                                             | jan.      | fév.      | mars      | avril     | mai       | juin      | jui.      | août      | sep.      | oct.      | nov.      | déc.      | année     |
| ------------------------------------------------ | --------- | --------- | --------- | --------- | --------- | --------- | --------- | --------- | --------- | --------- | --------- | --------- | --------- |
| Température minimale moyenne (°C)                | 7,6       | 7,5       | 9,3       | 12,9      | 16,2      | 19,4      | 23,3      | 24,3      | 22,3      | 18,7      | 14,2      | 9,9       | 15,5      |
| Température moyenne (°C)                         | 10,1      | 10,4      | 12,5      | 15,8      | 18,8      | 21,3      | 25,2      | 26,5      | 24,5      | 21        | 16,9      | 12,7      | 18        |
| Température maximale moyenne (°C)                | 12,9      | 13,5      | 15,8      | 18,9      | 21,8      | 24,1      | 27,7      | 29,6      | 27,6      | 23,8      | 20        | 15,6      | 20,9      |
| Record de froid (°C) date du record              | −1,8 1997 | −2 1981   | 0 1946    | 4,5 1985  | 8,3 1908  | 11,5 1921 | 15,6 1976 | 16,7 1906 | 14,7 1906 | 10,4 1942 | 5,9 1970  | 0,3 1916  | −2 1981   |
| Record de chaleur (°C) date du record            | 21,5 1969 | 21,9 2009 | 22,7 2013 | 26,3 1998 | 27,4 2008 | 30,4 2004 | 34,2 1942 | 34,8 1942 | 33,2 2010 | 31 1945   | 26,3 2000 | 24,6 1953 | 34,8 1942 |
| Ensoleillement (h)                               | 84,9      | 87,8      | 124,5     | 139,4     | 148,5     | 87,1      | 137,3     | 185,9     | 139,6     | 107,1     | 102,6     | 100,4     | 1 445     |
| Précipitations (mm)                              | 201,7     | 205,5     | 296,5     | 215,2     | 256,7     | 390,3     | 254,1     | 169,5     | 360,5     | 479,1     | 277,4     | 200,2     | 3 306,6   |
| Nombre de jours avec précipitations              | 14,1      | 13,7      | 16,3      | 12,9      | 12,7      | 15,3      | 10,5      | 10,8      | 15        | 16,5      | 14        | 14,3      | 166       |
| dont nombre de jours avec précipitations ≥ 10 mm | 5,9       | 5,9       | 8,1       | 6,5       | 6,5       | 8,2       | 5,8       | 4,2       | 7,8       | 9,4       | 7,4       | 5,9       | 81,6      |
| Humidité relative (%)                            | 68        | 69        | 71        | 77        | 84        | 91        | 92        | 87        | 86        | 82        | 74        | 69        | 79        |
| Nombre de jours avec neige                       | 0,1       | 0,1       | 0         | 0         | 0         | 0         | 0         | 0         | 0         | 0         | 0         | 0         | 0,2       |

| Diagramme climatique                                  |              |              |               |               |               |               |               |               |               |             |              |
| J                                                     | F            | M            | A             | M             | J             | J             | A             | S             | O             | N           | D            |
| 12,97,6201,7                                          | 13,57,5205,5 | 15,89,3296,5 | 18,912,9215,2 | 21,816,2256,7 | 24,119,4390,3 | 27,723,3254,1 | 29,624,3169,5 | 27,622,3360,5 | 23,818,7479,1 | 2014,2277,4 | 15,69,9200,2 |
| Moyennes : • Temp. maxi et mini °C • Précipitation mm |              |              |               |               |               |               |               |               |               |             |              |

## Production énergétique de l'île

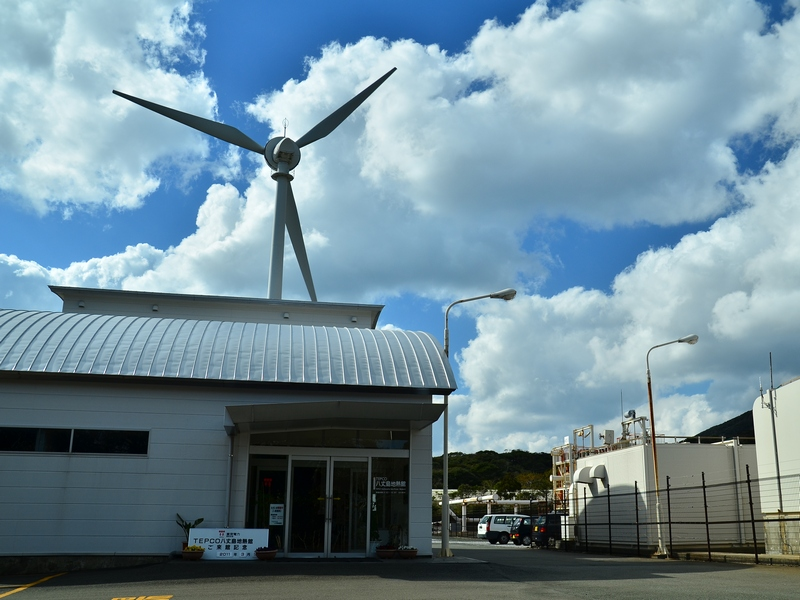
Vue du musée et de la centrale géothermique de Tepco.

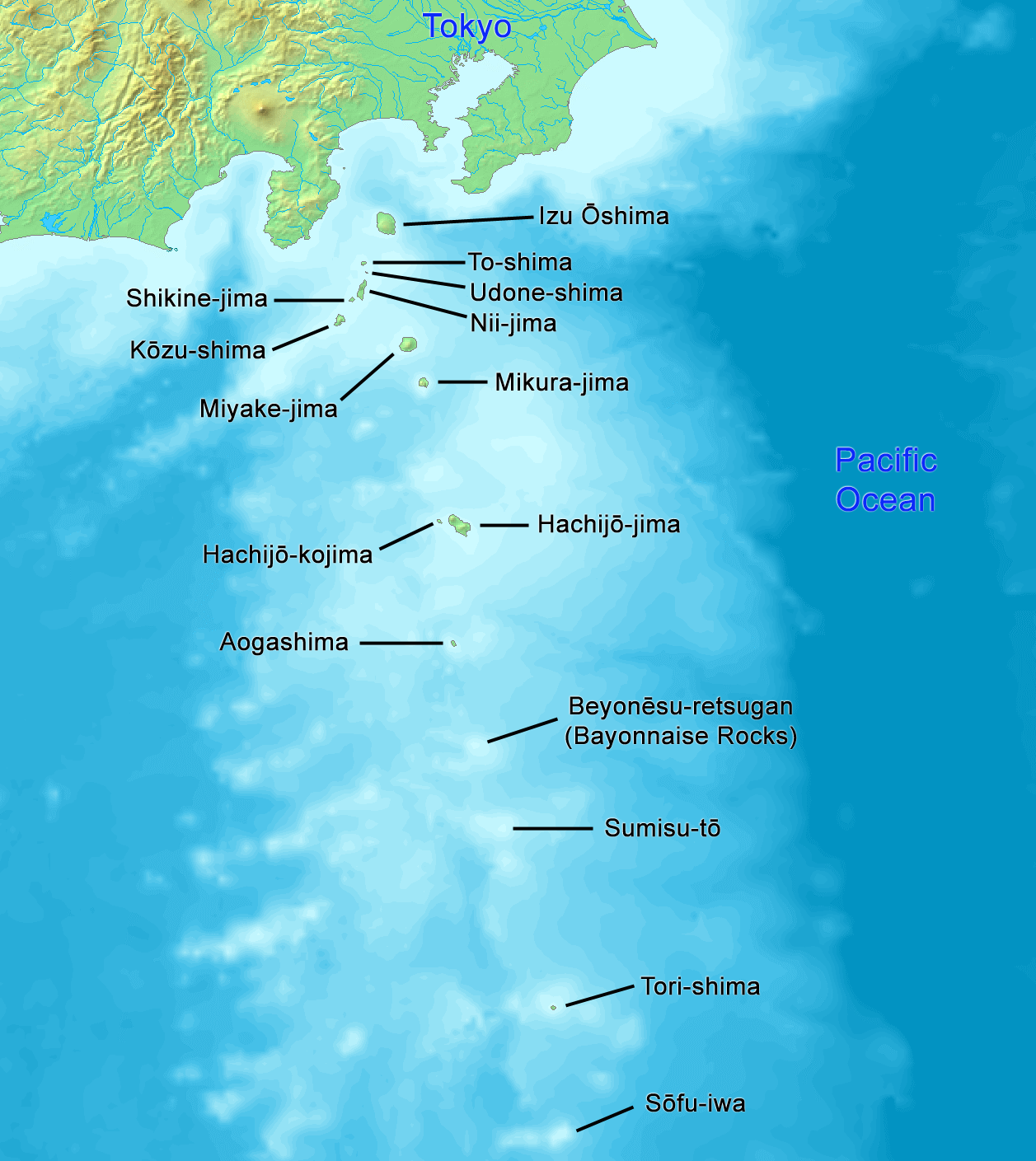

L'île a fait le pari de devenir énergétiquement autonome. En 2013, 75 % des besoins en électricité sont produits par des centrales au diesel d'une puissance totale de 11,100 MW et 25 % par des centrales géothermiques.
La tour de refroidissement de la centrale géothermique de Tepco se trouve sur le mont Mihara. L'eau d'une température de 250 °C est pompée à 1 650 m sous terre.
Le projet vise à tripler la production géothermique. Naoki Inose, gouverneur de l'île, indique « D'ici cinq ans, j'aimerais que 80 % des besoins en électricité de Hachijō-jima soient couverts par la géothermie ». Par ailleurs, les énergies éolienne et solaire pourraient permettre d'atteindre 100 % de la production d'électricité à partir des énergies renouvelables.